# Dolynska
Dolynska (ukrainisch Долинська; russisch Долинская Dolinskaja) ist eine Stadt von regionaler Bedeutung (місто областного значення misto oblastnoho snatschennja) im Zentrum der Ukraine mit etwa 20.000 Einwohnern (2024) Bis Juli 2020 war die das Verwaltungszentrum des gleichnamigen Rajons Dolynska.

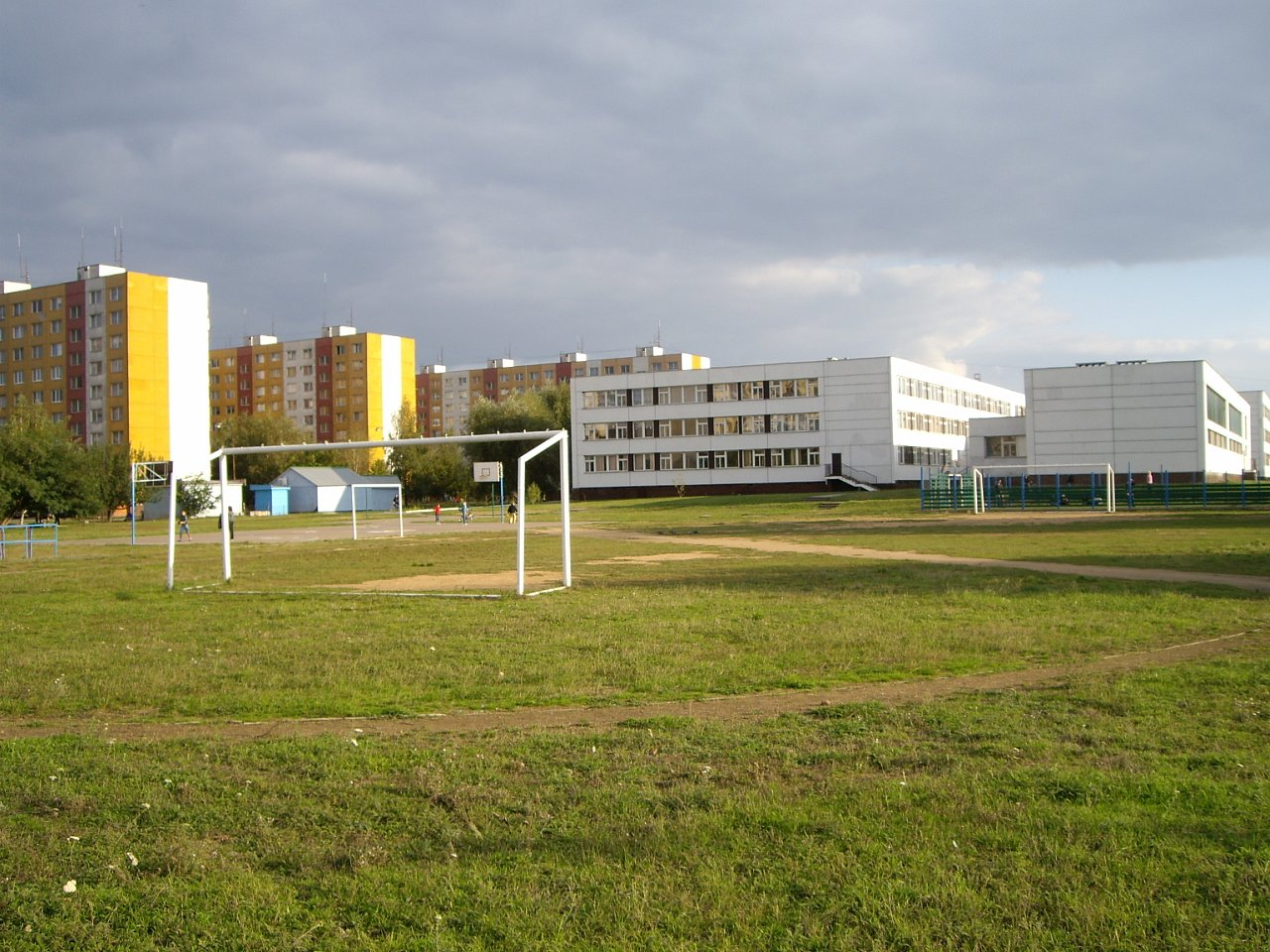
Typische Wohnblöcke im Ort

## Geographie
Dolynska ist ein Eisenbahnknotenpunkt im südöstlichen Teil der Oblast Kirowohrad 75 km südöstlich von Kropywnyzkyj und 65 km westlich von Krywyj Rih. Die Stadt liegt an der Territorialstraße T–12–10, die von Schowti Wody bis nach Ustyniwka verläuft.

## Geschichte
Etwa 10 km südlich von Dolynska schlug vor 80 ± 20 Millionen Jahren ein Meteorit ein und bildete den Krater von Selenyj Haj.
Am 20. August 1873 wurde der Ort als Bahnstation Dolinskaja gegründet und trug ab 1884 den Namen Kefalino (Кефаліно, abgeleitet vom Namen des Grundbesitzers Kefali), von 1919 bis zum 15. August 1944 dann Schewtschenkowe (Шевченкове). Vom 8. August 1941 bis zum 12. März 1944 war die Siedlung von Truppen der Wehrmacht besetzt. Dolynska erhielt am 14. Mai 1957 den Status einer Stadt.

## BAK Kriwoi Rog
Bei der Stadt gibt es einen im Bau befindlichen großen Bergbau- und Verarbeitungsbetrieb.
1985 wurde mit dem "BAK Kriwoi Rog", einem der damals weltgrößten Industriebauvorhaben, begonnen. Das Bergbau- und Aufbereitungskombinat Kriwoi Rog (BAK / ГОК) sollte von der UdSSR und mehreren sozialistischen Ländern im RGW gemeinschaftlich errichtet werden, so dass auch Bautrupps aus der ČSSR, SR Rumänien, der DDR und VR Bulgarien mitarbeiteten. Ziel des Vorhabens war die Errichtung einer Großanlage, in der Eisenoxiderz mit einem Eisengehalt von etwa 40 % nach einer neuen Technologie aufbereitet werden sollte. Die geplante Endkapazität der Anlage war 33,7 Millionen Tonnen/Jahr. Nach der politischen Wende beendeten die ausländischen Bautrupps um 1992 ihre Arbeiten, als der Bau zu zwei Dritteln realisiert war. Das fortschrittliche Technologie-Projekt wird inzwischen von den Regierungen der Ukraine, Rumäniens und der Slowakei kofinanziert, um den Bau zu vollenden.

## Verwaltungsgliederung
Am 12. Juni 2020 wurde die Stadt zum Zentrum der neugegründeten Stadtgemeinde Dolynska (Долинська міська громада/Dolynska miska hromada). Zu dieser zählen die Siedlung städtischen Typs Molodischne und die 29 in der untenstehenden Tabelle aufgelisteten Dörfer sowie die Ansiedlung Perschotrawnewe, bis dahin bildete sie zusammen mit dem Dorf Stepowe die gleichnamige Stadtratsgemeinde Dolynska (Долинська міська рада/Dolynska miska rada) im Westen des Rajons Dolynska.
Am 17. Juli 2020 kam es im Zuge einer großen Rajonsreform zum Anschluss des Rajonsgebietes an den Rajon Kropywnyzkyj.
Folgende Orte sind neben dem Hauptort Dolynska Teil der Gemeinde:
| Name                          | Name                 | Name                                           |
| ukrainisch transkribiert      | ukrainisch           | russisch                                       |
| ----------------------------- | -------------------- | ---------------------------------------------- |
| Antoniwka                     | Антонівка            | Антоновка (Antonowka)                          |
| Beresiwka                     | Березівка            | Берёзовка (Berjosowka)                         |
| Bohdaniwka                    | Богданівка           | Богдановка (Bogdaniwka)                        |
| Bratskyj Possad               | Братський Посад      | Братский Посад (Bratski Possad)                |
| Falkowe                       | Фалькове             | Фальково (Falkowo)                             |
| Fedoro-Schulitschyne          | Федоро-Шулічине      | Фёдоро-Шуличино (Fjodoro-Schulitschino)        |
| Hordyniwka                    | Гординівка           | Гордыновка (Gordynowka)                        |
| Kateryniwka                   | Катеринівка          | Катериновка (Katerinowka)                      |
| Lawriwka                      | Лаврівка             | Лавровка (Lawrowka)                            |
| Malowodjane                   | Маловодяне           | Маловодяное (Malowodjanoje)                    |
| Marfiwka                      | Марфівка             | Марфовка (Marfowka)                            |
| Molodischne                   | Молодіжне            | Молодёжное (Molodjoschnoje)                    |
| Myrne                         | Мирне                | Мирное (Mirnoje)                               |
| Nowodanyliwka                 | Новоданилівка        | Новоданиловка (Nowodanilowka)                  |
| Nowohryhoriwka Druha          | Новогригорівка Друга | Новогригоровка Вторая (Nowogrigorowka Wtoraja) |
| Nowohryhoriwka Perscha        | Новогригорівка Перша | Новогригоровка Первая (Nowogrigorowka Perwaja) |
| Nowomychajliwka               | Новомихайлівка       | Новомихайловка (Nowomichailowka)               |
| Nowooleksandriwka             | Новоолександрівка    | Новоалександровка (Nowoaleksandrowka)          |
| Nowosawyzke                   | Новосавицьке         | Новосавицкое (Nowosawizkoje)                   |
| Nowoschewtschenkowe           | Новошевченкове       | Новошевченково (Nowoschewtschenkowo)           |
| Oleksandriwka                 | Олександрівка        | Александровка (Aleksandrowka)                  |
| Otscheretjane                 | Очеретяне            | Очеретное (Otscheretnoje)                      |
| Perschotrawnewe               | Першотравневе        | Першотравневое (Perschotrawnewoje)             |
| Pyssanka                      | Писанка              | Писанка (Pissanka)                             |
| Schyroka Balka                | Широка Балка         | Широкая Балка (Schirokaja Balka)               |
| Shoda                         | Згода                | Згода (Sgoda)                                  |
| Slawne                        | Славне               | Славное (Slawnoje)                             |
| Stepowe (bis 2016 Bilschowyk) | Степове (Більшовик)  | Степовое (Stepowoje)/Большевик (Bolschewik)    |
| Suchodilske                   | Суходільське         | Суходольское (Suchodolskoje)                   |
| Tscherwone Osero              | Червоне Озеро        | Червоное Озеро (Tscherwonoje Osero)            |
| Wyschnewe                     | Вишневе              | Вишнёвое (Wischnjowoje)                        |

## Bevölkerungsentwicklung
| 1923  | 1926  | 1939  | 1959   | 1970   | 1979   | 1989   | 2001   | 2005   | 2016   | 2019   |
| ----- | ----- | ----- | ------ | ------ | ------ | ------ | ------ | ------ | ------ | ------ |
| 3.836 | 4.217 | 9.012 | 14.156 | 13.927 | 13.713 | 19.230 | 18 768 | 18.583 | 19.455 | 18.792 |

Quelle:
1923–1939, ab 1989:
1959:
1970:
1979:

## Klima
Das Klima ist gemäßigt kontinental. Der kälteste Monat ist der Januar (Durchschnittstemperatur −5,5 °C), der wärmste Monat der Juli (+20,2 °C). Die jährliche Niederschlagsmenge beträgt 520 mm.